# カタリーナ・ミカエラ・デ・アウストリア
カタリーナ・ミカエラ・デ・アウストリア（Catalina Micaela de Austria, 1567年10月10日 - 1597年11月6日）は、サヴォイア公カルロ・エマヌエーレ1世の妃。イタリア語名はカテリーナ・ミケーラ・ダズブルゴ（Caterina Michela d'Asburgo）。

## 生涯
スペイン王フェリペ2世と3度目の王妃エリザベート・ド・ヴァロワの次女としてマドリードで生まれた。同母姉にイサベル・クララ・エウヘニア（スペイン領ネーデルラント総督）がいる。
幼少期は父フェリペ2世と継母アナに可愛がられて育った。父親とは良好な関係で、結婚後も手紙のやりとりを続けている。カタリーナ・ミカエラは美しく知的で、自分の高いステータスをとても意識していて尊大だと言われていた。
1585年3月11日にサラゴサでサヴォイア公カルロ・エマヌエーレ1世と結婚した。カルロ・エマヌエーレは、サヴォイア公国の領土拡大を考えており、スペインの支援を得るため結婚を申し込んでいた。結婚式のあと夫婦はサラゴサを出発し、1585年8月10日にサヴォイアの首都トリノに到着した。
カタリーナ・ミカエラは最初、トリノの宮廷での式典やドレスをスペイン式にしたりして貴族たちに傲慢な印象を与え、不人気だった。しかしすぐに政治や外交能力の高さを見せ次第に宮廷内で尊敬を集めるようになる。父親とは文通を続けていたがサヴォイアへの干渉は受け付けず、父が勢力拡大を狙って提案した、トリノにスペイン軍を駐屯させたいという申し入れも拒否している。夫にも大きな影響を与え、政治家として成長させた。夫の不在時には、数回摂政に就いている。またトリノの文化面にも影響を与え、ギャラリーなどを増やし、トルクァート・タッソ、ガブリエッロ・キアブレーラなどの詩人のパトロンになった。
1597年に五女ジョヴァンナを産み（ジョヴァンナは夭折）、同年11月に亡くなった。父フェリペ2世は翌年に亡くなっている。

## 子女
カルロ・エマヌエーレ1世との間に、5男5女が生まれた。
- フィリッポ・エマヌエーレ（1586年 - 1605年）- サヴォイア公
- ヴィットーリオ・アメデーオ1世（1587年 - 1637年）
- エマヌエーレ・フィリベルト（1588年 - 1624年）
- マルゲリータ（1589年 - 1655年）- マントヴァ公フランチェスコ4世妃
- イザベッラ（1591年 - 1626年）
- マウリツィオ（1593年 - 1657年）
- マリーア・アポッロニア（1594年 - 1656年）- 修道女
- フランチェスカ・カテリーナ（1595年 - 1640年）- 修道女
- トンマーゾ（1596年 - 1656年）- カリニャーノ公
- ジョヴァンナ（1597年　夭折）